# Erquy
Erquy è un comune francese di 3 891 abitanti situato nel dipartimento delle Côtes-d'Armor nella regione della Bretagna.

## Società

### Evoluzione demografica
Abitanti censiti

### Erquy nella cultura di massa
Erquy è famosa per essere l'attuale luogo dove sorgeva "Gallicus Pagus", il villaggio gallico di Asterix.